# دان بولدوك
دان بولدوك (بالإنجليزية: Dan Bolduc)‏ هو لاعب هوكي جليد أمريكي، ولد في 6 أبريل 1953 في ووترفيل في الولايات المتحدة.

## وصلات خارجية
- دان بولدوك على موقع دوري الهوكي الوطني (الإنجليزية)
- دان بولدوك على موقع قاعة مشاهير الهوكي (لاعب أن.إتش.أل) (الإنجليزية)
- دان بولدوك على موقع EliteProspects.com (الإنجليزية)
- دان بولدوك على موقع HockeyDB.com (الإنجليزية)
- دان بولدوك على موقع Hockey-Reference.com (الإنجليزية)
- دان بولدوك على موقع أوليمبيديا (الإنجليزية)